# Paracles luteola
Paracles luteola är en fjärilsart som beskrevs av Rothschild 1922. Paracles luteola ingår i släktet Paracles och familjen björnspinnare. Inga underarter finns listade i Catalogue of Life.